# Скидан Микола Олексійович
Мико́ла Олексі́йович Скида́н (1976—2024) — старший лейтенант Збройних сил України, учасник російсько-української війни, що відзначився у ході російського вторгнення в Україну. Герой України (2025, посмертно).

## Життєпис
Народився 21 грудня 1977. Мешкав у м. Кривий Ріг Дніпропетровської області. Закінчив Державний університет економіки і технологій за спеціальністю «Інженерія програмного забезпечення». Працював першим заступником директора комунального підприємства «Муніципальна гвардія».
З 2014 року брав участь в АТО на сході України — служив у 40-му окремому мотопіхотному батальйоні «Кривбас». У складі 37-го окремого мотопіхотного батальйону воював під Авдіївкою, Маріуполем та Широкиному на Донеччині. У 2015 році був нагороджений орденом «За мужність» ІІІ ступеня.
Під час російського вторгнення в Україну продовжував нести службу у складі у 129-ї окремої бригади ТРО та 151-ї окремої механізованої бригади ЗСУ. Мав декілька поранень після яких повертався у стрій.
2 вересня 2024 року у с. Гродівка поблизу м. Покровськ на Донеччині під час бою його розвідувальній групі загрожувало оточення та знищення. Микола Скидан наказав підлеглим залишити поле бою, а сам забезпечив її відхід. Унаслідок близького розриву ворожого FPV-дрона Микола Скидан зазнав несумісного з життям поранення.
Попрощались із Миколою Скиданом у м. Кривий Ріг 6 вересня 2024 року.

## Нагороди
- Звання Герой України з удостоєнням ордена «Золота Зірка» (21 лютого 2025, посмертно) — за особисту мужність і героїзм, виявлені у захисті державного суверенітету та територіальної цілісності України, самовіддане служіння Українському народові[6];
- орден «За мужність» III ступеня (25 грудня 2015) — за особисту мужність і самовідданість, виявлені у захисті державного суверенітету та територіальної цілісності України, високий професіоналізм, вірність військовій присязі[7].